# Эйхвальд, Мария
Мария Эйхвальд (нем. Maria Eichwald; родилась 26 октября 1974 года, Талгар, Казахская ССР, СССР) — немецкая балерина.

## Биография
Мария Эйхвальд родилась в 1974 году в Казахстане. Она окончила Национальную Балетную школу в Алма-Ате, а в 1995 году переселилась в Германию как немка по происхождению. В 1996 году стала солисткой в Баварском государственном балете в Мюнхене, в 1999 году — первой солисткой. В 2000/2001 году по приглашению Алисии Алонсо танцевала в Кубинском национальном балете, в 2003 — в Королевском Датском балете в Копенгагене. В 2002 году была номинирована на премию «Бенуа танца». 
С 2004 года Мария Эйхвальд была первой солисткой Штутгартского балета. С 2014 года она работает как свободная танцовщица и хореограф.